# 帕托拿圖體育會
帕托拿圖體育會（Club Atlético Patronato de la Juventud Católica），一般稱為帕托拿圖（Patronato），是阿根廷巴拉那的一個體育會，成立於1914年。2015年阿根廷乙組足球聯賽，帕托拿圖體育會取得亞軍，並在附加賽取得升上甲组資格。2016–17球季，參加阿根廷甲組足球聯賽。隊名中Patronato是西班牙語，意思是「贊助者」。